# Pterophorus balsamorrhizae
Pterophorus balsamorrhizae is een vlinder uit de familie vedermotten (Pterophoridae). De wetenschappelijke naam van de soort is voor het eerst geldig gepubliceerd in 1939 door McDunnough.